# Gouvernement Loutsch
Pour l’article homonyme, voir Loutsch.
Gouvernement Mongenast Gouvernement Thorn
Le gouvernement Loutsch (luxembourgeois : Regierung Loutsch), est le gouvernement du Luxembourg en fonction du 6 novembre 1915 au 24 février 1916 au cours de l'occupation allemande du Luxembourg pendant la Première Guerre mondiale.

## La transition
Après la démission de Mathias Mongenast et de ses collègues, la Grande-Duchesse nomme un nouveau gouvernement uniquement composé de membres du Parti de la droite. Le ministère d’État et la présidence sont confiés à Hubert Loutsch. Alors que la situation politique et économique est de plus en plus tendue et exige des mesures radicales
et impopulaires, le gouvernement Loutsch ne peut pas s’appuyer sur une majorité à la Chambre des députés (20 députés de la droite, contre 32 de la gauche).
Pour sortir de l’impasse, Marie-Adélaïde décide la dissolution de la Chambre et l’organisation de nouvelles élections le 23 décembre 1916. Cette intervention, que la Constitution luxembourgeoise prévoit, mais que l’effacement ordinaire de la monarchie interdit, provoque
un tollé général sur les bancs de la gauche. Socialistes et libéraux ne pardonneront pas à Marie-Adélaïde la dissolution du Parlement, qu’ils ressentent comme un « coup d’État ». Les élections du 23 décembre, qui ont toujours lieu suivant le mode censitaire, renforcent la position de la droite sans pour autant lui donner la majorité à la Chambre (25 députés de la droite, contre 27 de la gauche). Le 11 janvier 1916, un vote négatif sur la question de confiance contraint le gouvernement Loutsch à présenter sa démission.

## Composition
| Portefeuille | Titulaire | Titulaire         | Parti |
| --- | --------- | ----------------- | ----- |
| Ministre d'État Président du gouvernement Directeur général des Affaires étrangères                                 |           | Hubert Loutsch    | RP    |
| Directeur général des Finances et de l'Instruction publique                                                         |           | Edmond Reiffers   | RP    |
| Directeur général des Travaux publics et de l'Agriculture                                                           |           | Guillaume Soisson | RP    |
| Directeur général de la Justice et de l'Intérieur (chargé provisoirement des Finances et de l'Instruction publique) |           | Jean-Baptiste Sax | RP    |